# Manuel María Pólit y Laso
Manuel María Pólit y Laso (ur. 25 marca 1862 w Quito, zm. 30 października 1932) – ekwadorski duchowny rzymskokatolicki, prawnik, polityk, biskup Cuenca i arcybiskup Quito.

## Biografia
Pierwsze nauki pobierał w szkole braci szkolnych w Quito. Później uczył się w Nantes we Francji, gdzie zdał maturę francuską i angielską. Ukończył studia prawnicze na Universidad Central del Ecuador. Następnie wykładał język i literaturę francuską na tym uniwersytecie. Zaangażowany był w działania katolickich ruchów młodzieżowych.
Następnie pracował jako sekretarz Senatu. W 1888 został adwokatem. Wybrany deputowanym stołecznej prowincji Pichincha. W 1890 niespodziewanie porzucił dotychczasowe życie i wyjechał do Włoch, gdzie wstąpił do seminarium duchownego.
22 grudnia 1894 otrzymał święcenia prezbiteriatu i został kapłanem archidiecezji Quito. Był kojarzony z liberalnym skrzydłem ekwadorskiego Kościoła.
12 stycznia 1907 papież Pius X mianował go biskupem Cuenca. 1 listopada 1907 przyjął sakrę biskupią z rąk sekretarza stanu kard. Rafaela Merry del Vala. Współkonsekratorami byli sekretarz Świętej Kongregacji Nadzwyczajnych Spraw Kościelnych abp Pietro Gasparri oraz biskup Bagnoregio Rinaldo Camillo Rousset OCD.
Z powodu antyklerykalnej polityki rządu prezydenta Eloy Alfaro nie mógł objąć diecezji aż do 1912. Jako biskup prowadził duszpasterstwo w duchu pojednania.
7 czerwca 1918 papież Benedykt XV mianował go arcybiskupem Quito. Abp Pólit y Laso dążył do uwspółcześnienia stanowiska ekwadorskiego Kościoła w duchu nauk Leona XIII. W wyborach prezydenckich w 1925 otwarcie poparł konserwatywnego kandydata archeologa Jacinto Jijóna y Caamaño. Władzę przejęła jednak junta wojskowa. W kolejnych latach popierał ruchy katolickie i konserwatywne. Od 1926 był ponadto administratorem apostolskim diecezji Portoviejo.
28 października 1932 doznał zawału serca, który był przyczyną jego śmierci dwa dni później.